# 5,6 × 50 mm R Magnum
Die 5,6 × 50 R Magnum  ist eine als Randpatrone konzipierte Magnum-Büchsenpatrone für die Jagd auf Reh-, Raub- und sonstiges Kleinwild. Bei einem Geschossdurchmesser von 5,7 mm hat sie eine Hülsenlänge von 50 mm.

## Beschreibung
Sie stellt die Randversion der 5,6 × 50 mm Magnum zum Einsatz in Kipplaufwaffen dar. Beliebt ist diese Patrone zur Verwendung in Einsteckläufen für kombinierte Waffen wie Drillinge und Bockbüchsflinten. Vorgestellt wurde die 5,6 × 50 mm R Magnum Ende der 1960er-Jahre (1968/69) von DWM.

## Vergleichbare Patronen und Leistungsbandbreite

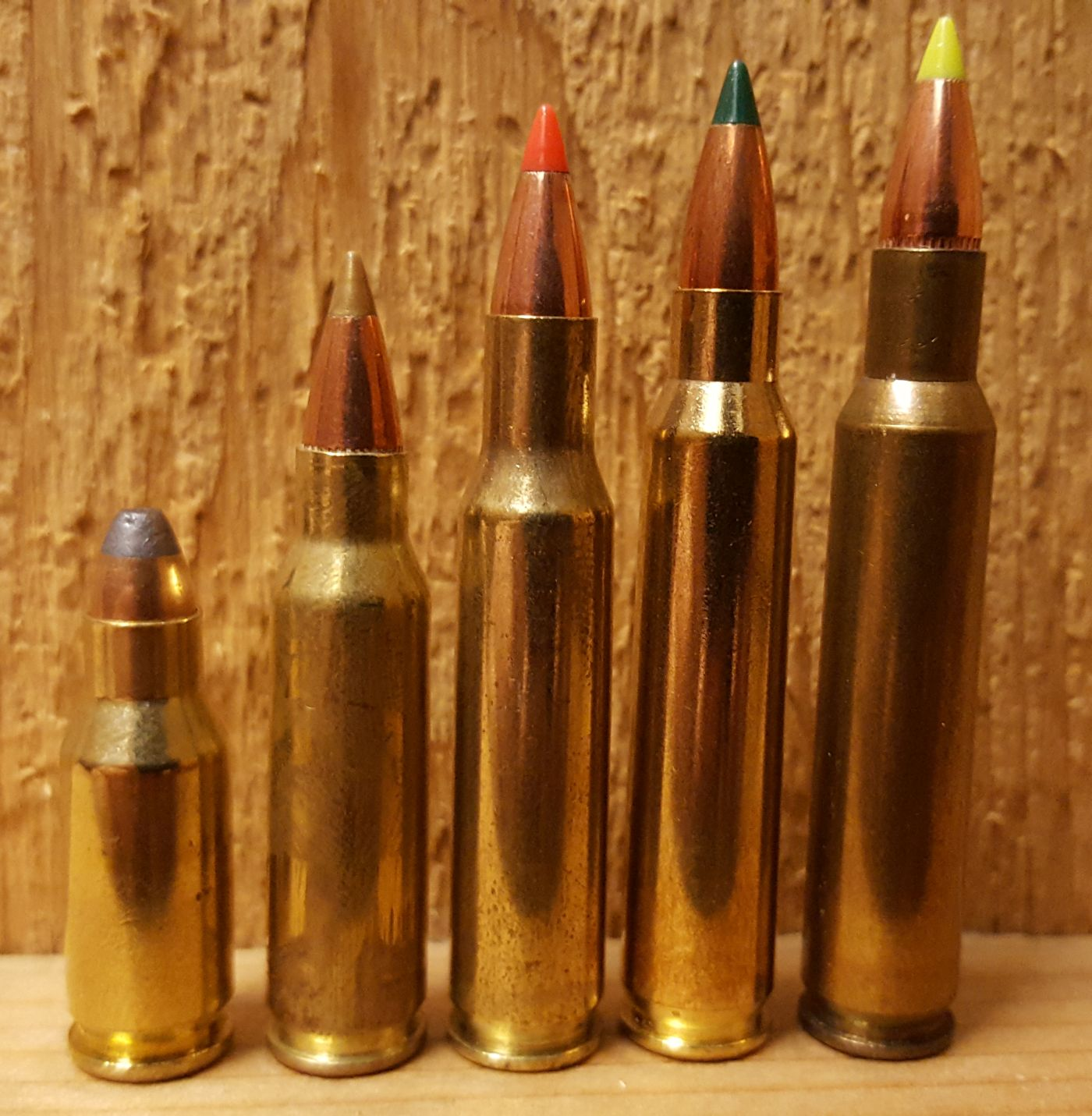
von Links: .22 TCM, .221 Remington Fireball, .222 Remington, .223 Remington, .222 Remington Mag.
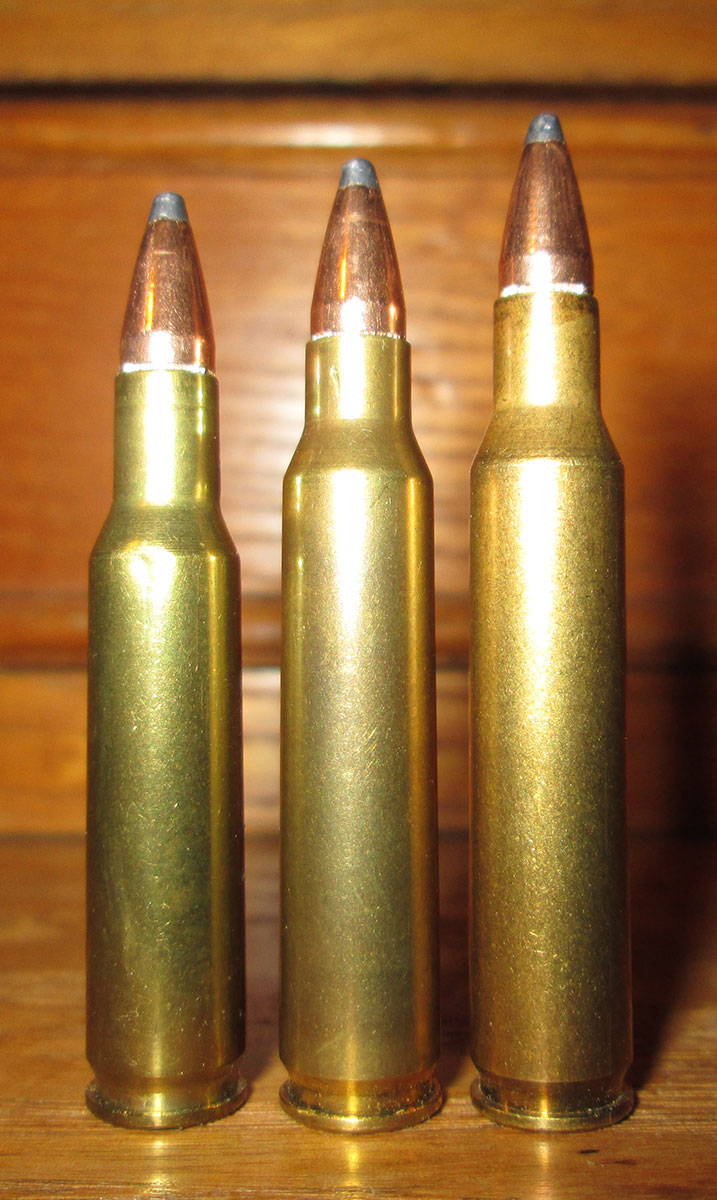
von Links: .222 Remington, .223 Remington, .222 Remington Mag.
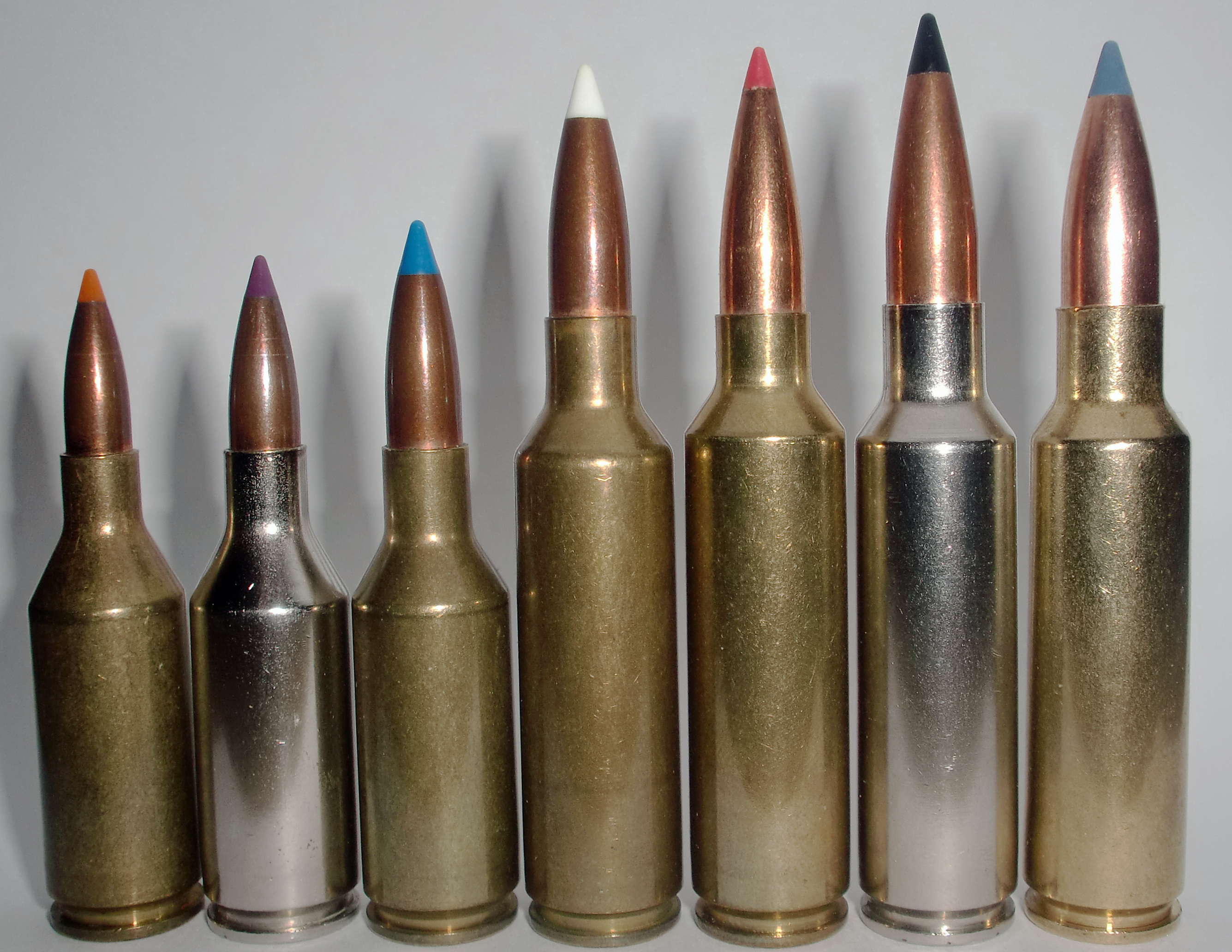
von Links: .223 WSSM, .243 WSSM, .25 WSSM, .270 WSM, 7mm WSM, .300 WSM, .325 WSM

Vergleichbare Patronen kann man zunächst kaliberbezogen im Bereich der Munition mit Projektilen um 5,6 mm bis 5,7 mm sehen.
Die Benennung als Magnum (Kaliber) deutet darauf hin, dass die Patrone im Vergleich zu ähnlichen Patronen höhere ballistische Leistungen hat. Meist haben Patronen mit längeren Hülsen auch höhere Leistungswerte. In dem Bereich der Munition sind zahlreiche Patronen großer Leistungsbandbreite konzipiert worden. Nachfolgend ein Überblick bei dem erkennbar ist, dass die 5,6 × 50 mm R Magnum im oberen Leistungssegment liegt, die lediglich von den dickbauchigeren Patronen der Winchester-Super-Short-Magnum-Bauarten mit hohen Mündungsgeschwindigkeiten über 1000 m/s deutlich übertroffen werden.
| Kaliber            | Proj. ⌀ mm | Hülse mm | Energie Eo-Joule |
| ------------------ | ---------- | -------- | ---------------- |
| .22 kurz           | 5,72       | 10,69    | 104              |
| .22 lfB            | 5,72       | 15,57    | 11–265 J         |
| .22 WMR            | 5,72       | 26,80    | 410–440          |
| 5,7 × 28 mm        | 5,70       | 28,90    | 538              |
| .221 Rem. Fireball | 5,70       | 35,56    | ca. 1.400        |

| Kaliber             | Proj. ⌀ mm | Hülse mm | Energie Eo-Joule |
| ------------------- | ---------- | -------- | ---------------- |
| .222 Remington      | 5,69       | 43,18    | 1300–1700        |
| 5,56 × 45 mm NATO   | 5,69       | 44,70    | ca. 1.800        |
| .224 Weatherby Mag. | 5,72       | 48,8     | 1100–1750        |
| 5,6 x 50 R Mag.     | 5,70       | 50       | 820–1750         |
| .223 WSSM           | 5,70       | 42,4     | 2000–2800        |

Im Unterschied zur 5,6 × 52 mm R (.22 Savage) und deren seltenem Geschossdurchmesser von .228 Zoll kommen bei der 5,6 × 50 mm R Magnum Geschosse im verbreiteten Durchmesser von 5,7 mm (.224 Zoll) zum Einsatz, für die es eine große Auswahl gibt.
- von Links:
.22 TCM, .221 Remington Fireball, .222 Remington, .223 Remington, .222 Remington Mag.
- von Links:
.222 Remington, .223 Remington, .222 Remington Mag.
- von Links:
.223 WSSM, .243 WSSM, .25 WSSM, .270 WSM, 7mm WSM, .300 WSM, .325 WSM